# Sabolottja
Sabolottja (ukrainisch Заболоття; russisch Заболотье Sabolotje, polnisch Zabłocie) ist eine Siedlung städtischen Typs in der Westukraine mit etwa 4300 Einwohnern (2001). Sie liegt in der Oblast Wolyn nahe der Grenze zu Belarus an der Bahnstrecke Kowel–Brest. Nordöstlich des Ortes befindet sich der Tur-See.

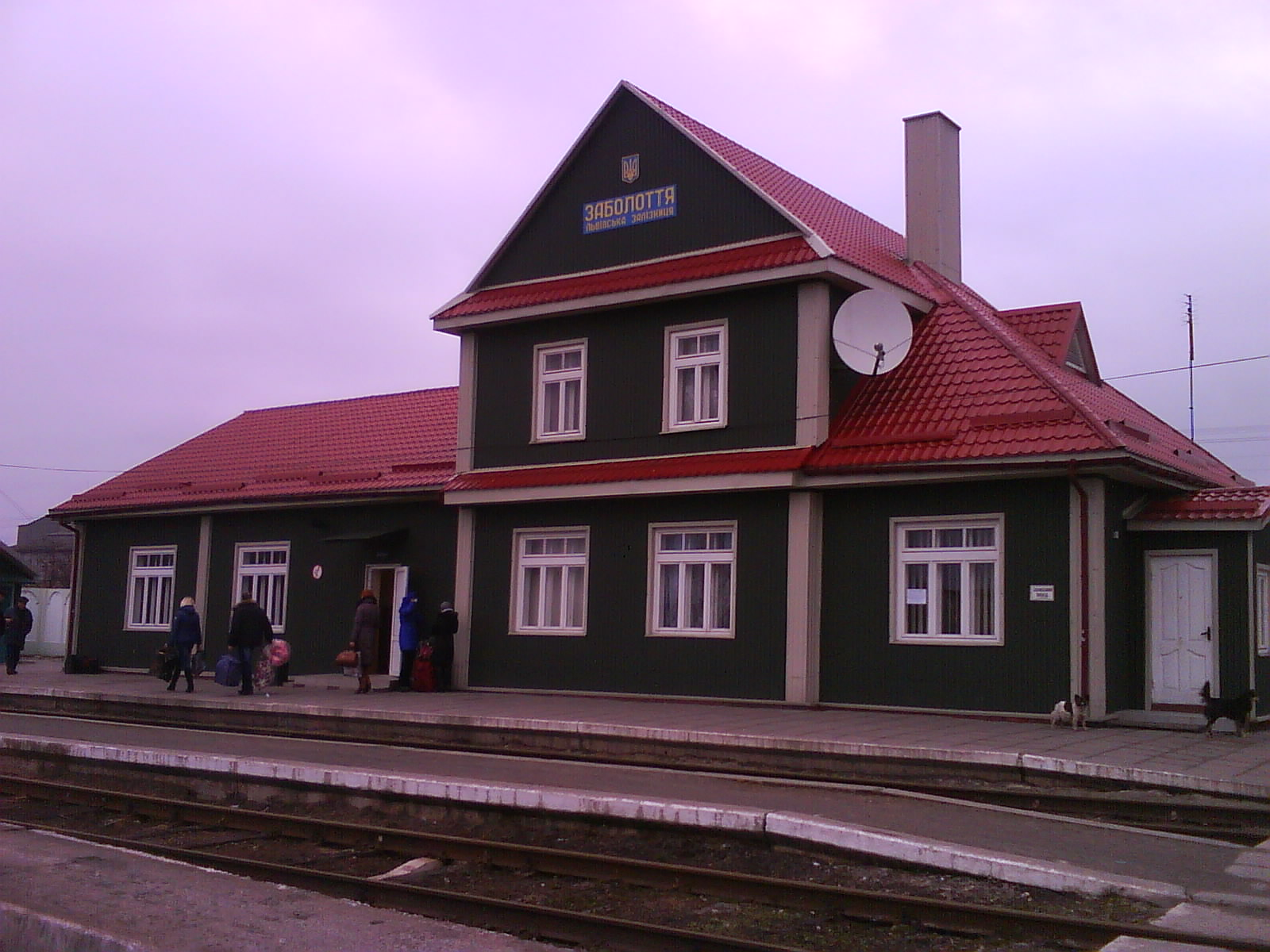
Bahnhofsgebäude im Ort

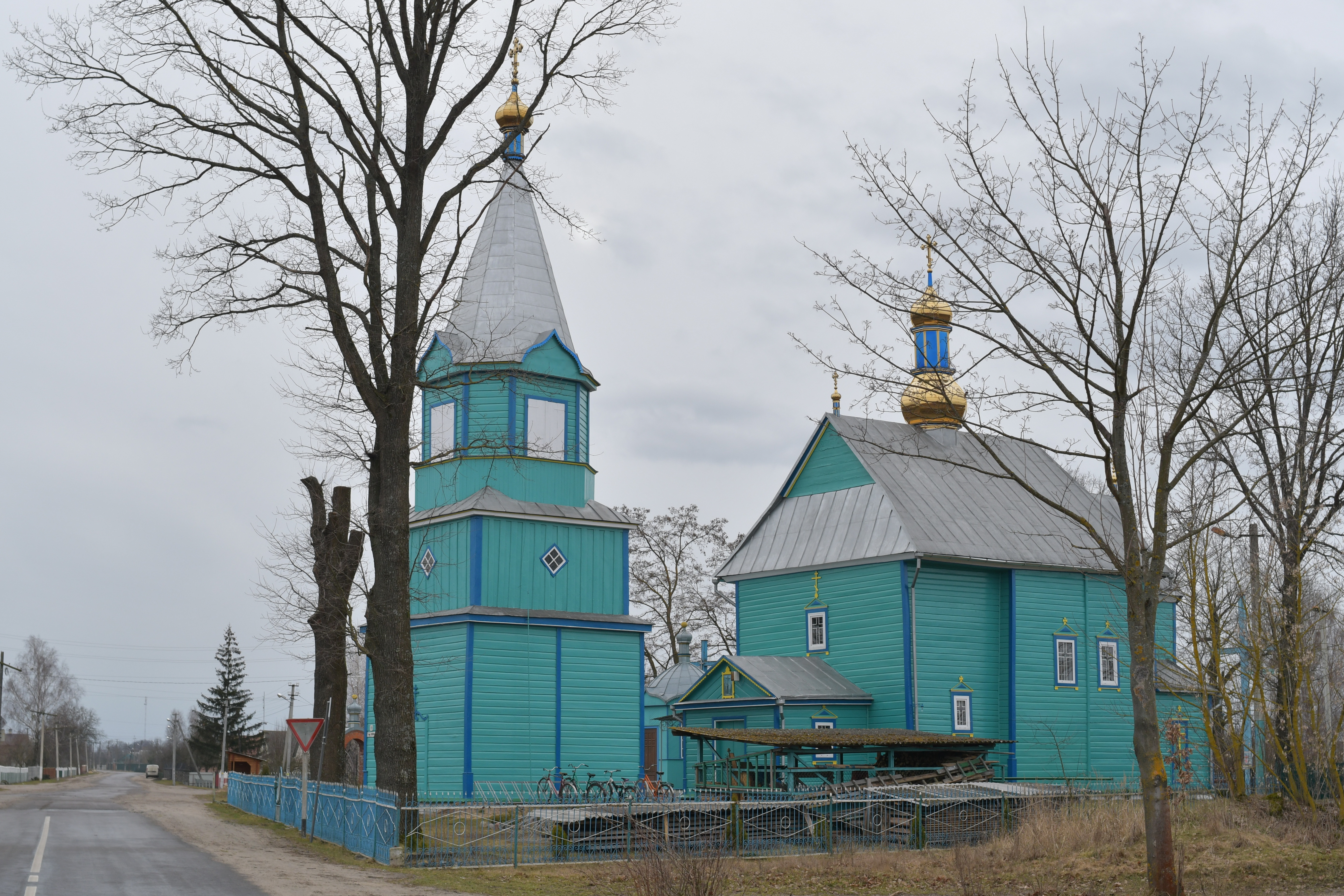
Kirche im Ort

## Geschichte
Die im historischen Gebiet Wolhynien gelegene Siedlung wurde 1501 zum ersten Mal schriftlich erwähnt. Nachdem Sabolottja bis 1795 zur Adelsrepublik Polen-Litauen (in der Woiwodschaft Brześć Litewski) gehört hatte, kam es nach der 3. polnischen Teilung zum Russischen Kaiserreich. Es lag dort im Gouvernement Wolhynien. 1918/1921 an die Zweite Polnische Republik gefallen, kam es zur Woiwodschaft Wolhynien (1921–1939) (Powiat Kowel, Gmina Zabłocie). Infolge des Deutsch-sowjetischen Nichtangriffspakts besetzte die Rote Armee das Gebiet und der Ort erhielt den Namen Sabolotje (Заблотьє). Nach dem Deutsch-Sowjetischen Krieg war der Ort 1941–1944 unter deutscher Herrschaft. Er wurde nach dem Zweiten Weltkrieg wieder von der Sowjetunion annektiert, wurde am 15. August 1944 auf seinen heutigen Namen umbenannt und gehört seit 1991 zur heutigen Ukraine. Seit 1957 hat der Ort den Status einer Siedlung städtischen Typs. Zwischen 1940 und 1959 war der Ort des Zentrum des Rajons Sabolottja (Заболоттівський район/Sabolottiwskyj rajon).

## Verwaltungsgliederung
Am 23. September 2016 wurde die Siedlung zum Zentrum der neugegründeten Siedlungsgemeinde Sabolottja (Заболоттівська селищна громада Sabolottiwska selyschtschna hromada). Zu dieser zählten auch noch die 10 in der untenstehenden Tabelle aufgelistetenen Dörfer, bis dahin bildete die Siedlung die gleichnamige Siedlungsratsgemeinde Sabolottja (Заболоттівська селищна громада/Sabolottiwska selyschtschna hromada) im Westen des Rajons Ratne.
Am 17. Juli 2020 wurde der Ort Teil des Rajons Kowel.
Folgende Orte sind neben dem Hauptort Sabolottja Teil der Gemeinde:
| Name                     | Name       | Name             | Name            | Name |
| ukrainisch transkribiert | ukrainisch | russisch         | polnisch        |      |
| ------------------------ | ---------- | ---------------- | --------------- | ---- |
| Huta                     | Гута       | Гута (Guta)      | Huta Ratnieńska |      |
| Salissy                  | Заліси     | Залесы (Salessy) | Zalisy          |      |
| Tur                      | Тур        | Тур              | Tur             |      |